# Троїцьке (Білоцерківський район)
Троїцьке (колишні назви — Троцьке, Довгалі́вське) — село в Україні, у Рокитнянській селищній громаді Білоцерківського району Київської області. Населення становить 424 особи.

## Населення
За даними всеукраїнського перепису населення 2001 року у селі мешкало 424 особи.

### Мова
Розподіл населення за рідною мовою за даними перепису 2001 року був наступним:
| українська | 416 | 98,11 |
| російська  | 8   | 1,89  |

## Історія
Перша історична згадка про село датується 1650 роком. 
Постановою Верховної Ради України «Про перейменування окремих населених пунктів та районів» від 19 травня 2016 року № 1377-VIII село Довгалівське перейменоване (повернуто стару назву) на село Троїцьке.

## Цікаві факти
5 серпня 2009 року біля села виявили людський череп, що, як вважають експертизи, належав Георгію Гонгадзе — опозиційному журналістові, який зник безвісти у 2000 році

## Відомі люди
- Бурлака Федір Миколайович (1902—1972) — український радянський письменник.
- Маркевич Олександр Андрійович (1894 — 1978) — український кобзар.
- Кравченко Любов Миколаївна — депутат Верховної Ради УРСР 9-10-го скликань.
- Довгалевський Валеріан Савелійович — радянський дипломат.